# Cryphia katiba
Cryphia katiba är en fjärilsart som beskrevs av Charles E. Rungs 1972. Cryphia katiba ingår i släktet Cryphia och familjen nattflyn. Inga underarter finns listade i Catalogue of Life.